# Bahnstrecke Brand-Erbisdorf–Langenau
| Ausschnitt der Streckenkarte Sachsen 1902 |                      |                                 |                                 |
| Streckennummer (DB): | 6617; sä. BL         |                                 |                                 |
| Kursbuchstrecke (DB): | 515 (1997)           |                                 |                                 |
| Streckenlänge: | 4,335 km             |                                 |                                 |
| Spurweite: | 1435 mm (Normalspur) |                                 |                                 |
| Maximale Neigung: | 12 ‰                 |                                 |                                 |
| Minimaler Radius: | 200 m                |                                 |                                 |
| Streckengeschwindigkeit: | 50 km/h              |                                 |                                 |
| |                      |                                 |                                 |
| \| \| \| von Berthelsdorf (Erzgeb) \| \| \| \| 0,000 \| Brand-Erbisdorf \| 479 m \| \| \| \| nach Großhartmannsdorf \| \| \| \| 0,780 \| Brand-Erbisdorf Hp \| 479 m \| \| \| 1,060 \| Brücke Erbisdorf (90 m) \| Brücke Erbisdorf (90 m) \| \| \| 2,420 \| Himmelsfürst \| 480 m \| \| \| \| Anschl Vertrau auf Gott-Schacht \| \| \| \| 2,686 \| Brücke Himmelsfürst (87 m) \| Brücke Himmelsfürst (87 m) \| \| \| \| Anschl Glückauf-Schacht \| \| \| \| 2,792 \| Brücke Kunstgraben \| Brücke Kunstgraben \| \| \| 4,204 \| Langenau (Sachs) \| 482 m \| \| \| 4,335 \| Streckenende \| Streckenende \| \| \| \| \| \| \| Quellen: [1] \| \| \| \| |                      |                                 |                                 |
| Strecke |                      | von Berthelsdorf (Erzgeb)       | von Berthelsdorf (Erzgeb)       |
| Kopfbahnhof Strecke ab hier außer Betrieb | 0,000                | Brand-Erbisdorf                 | 479 m                           |
| Abzweig geradeaus und nach links (Strecke außer Betrieb) |                      | nach Großhartmannsdorf          | nach Großhartmannsdorf          |
| Haltepunkt / Haltestelle (Strecke außer Betrieb) | 0,780                | Brand-Erbisdorf Hp              | 479 m                           |
| Brücke (Strecke außer Betrieb) | 1,060                | Brücke Erbisdorf (90 m)         | Brücke Erbisdorf (90 m)         |
| Haltepunkt / Haltestelle (Strecke außer Betrieb) | 2,420                | Himmelsfürst                    | 480 m                           |
| Abzweig geradeaus und nach links (Strecke außer Betrieb) |                      | Anschl Vertrau auf Gott-Schacht | Anschl Vertrau auf Gott-Schacht |
| Brücke (Strecke außer Betrieb) | 2,686                | Brücke Himmelsfürst (87 m)      | Brücke Himmelsfürst (87 m)      |
| Abzweig geradeaus und nach rechts (Strecke außer Betrieb) |                      | Anschl Glückauf-Schacht         | Anschl Glückauf-Schacht         |
| Brücke über Wasserlauf (Strecke außer Betrieb) | 2,792                | Brücke Kunstgraben              | Brücke Kunstgraben              |
| Bahnhof (Strecke außer Betrieb) | 4,204                | Langenau (Sachs)                | 482 m                           |
| | 4,335                | Streckenende                    | Streckenende                    |
| |                      |                                 |                                 |
| Quellen: |                      |                                 |                                 |

Die Bahnstrecke Brand-Erbisdorf–Langenau war eine Nebenbahn in Sachsen. Sie zweigte in Brand-Erbisdorf aus der Bahnstrecke Berthelsdorf–Großhartmannsdorf ab und führte durch den südwestlichen Teil des Freiberg-Brander Bergbaureviers nach Langenau. Die im Jahr 1890 eröffnete Strecke wurde 1998 stillgelegt.

## Geschichte

### Vorgeschichte
Die im Süden des Freiberg-Brander Bergreviers ansässigen Bergbauunternehmen wie z. B. die bedeutende Himmelsfürst Fundgrube bemühten sich schon recht frühzeitig um einen Anschluss an das Eisenbahnnetz. Vor allem der Versand der geförderten Erze, aber auch der Empfang der im Bergbau für die Aufbereitung der Erze benötigten Säuren war auf dem Straßenweg umständlich und teuer.
1881 beantragte ein Bahnbaukomitee beim Sächsischen Landtag den Bau einer Eisenbahnstrecke von Berthelsdorf über Brand, Langenau, Großhartmannsdorf, Großwaltersdorf nach Eppendorf. Die Strecke hätte die Bahnstrecke Nossen–Moldau mit der Bahnstrecke Reitzenhain–Flöha verbunden. Der Plan wurde jedoch abgelehnt.
Infolge der 1870 erfolgten Einführung der Goldwährung und des daraus resultierenden Verfalls des Silberpreises verschlechterte sich die wirtschaftliche Situation der Freiberger Silbergruben rapide. Um der Stilllegung der Gruben und der Entlassung von mehreren tausend Bergleuten entgegenzuwirken, kaufte der Staat 1886 die wichtigsten Bergwerke, um den Betrieb nach ihrer technischen Modernisierung fortzuführen. Vor diesem Hintergrund entwickelte nun der Staat selbst ein Interesse zur Schaffung eines Bahnanschlusses.
Am 22. Dezember 1887 genehmigte der Landtag die Ausführung der regelspurigen Sekundärbahnen Berthelsdorf–Großhartmannsdorf, Brand-Erbisdorf–Langenau sowie Freiberg–Halsbrücke. In den Erläuterungen zum Bau heißt es u. a., „… daß es im Interesse der betheiligten Ortschaften als auch in demjenigen der fiscalischen Erzgruben liegt, an Stelle, der im Jahr 1881 in Aussicht genommenen Linie zunächst den Bau einer Eisenbahn von Berthelsdorf nach Brand und von hier aus einerseits nach Großhartmannsdorf, andererseits nach Langenau zur Ausführung zu bringen…“. Als Kostenrahmen waren insgesamt 3.043.000 Mark vorgesehen. Die Verordnung zum Bau und Betrieb wurden am 28. Dezember 1888 erlassen. Von der Weiterführung in das Lößnitztal nach Eppendorf sah man vorerst ab (1893 wurde das Tal durch eine Schmalspurbahn von Hetzdorf aus erschlossen).

### Bau und Eröffnung
Im Juli 1889 begannen gleichzeitig die Bauarbeiten an der Strecke von Berthelsdorf nach Großhartmannsdorf und an der abzweigenden Trasse nach Langenau. Da nur wenige größere Kunstbauten wie die Gerüstpfeilerviadukte bei Erbisdorf und Himmelsfürst errichtet werden mussten, war die Strecke nach einem Jahr Bauzeit fertiggestellt. Eröffnet wurde die neue Sekundärbahn am 13. Juli 1890 gemeinsam mit der Strecke Berthelsdorf–Großhartmannsdorf sowie der nördlich von Freiberg gelegenen Strecke Freiberg–Halsbrücke.

### Betrieb und Stilllegung
Der Fahrplan von 1894 wies insgesamt vier Zugpaare aus. Die Fahrzeit betrug bergwärts 21 Minuten, was einer Reisegeschwindigkeit von nur 12 km/h entsprach. In Regie der Deutschen Reichsbahn nach 1920 wurden die Züge schließlich von und nach Freiberg durchgebunden. Im Fahrplan von 1939 gab es fünf Zugpaare in der Relation Freiberg–Langenau, die für die Strecke Brand-Erbisdorf–Langenau nun nur noch 11–12 Minuten benötigten. Die Gesamtreisezeit von Freiberg betrug etwa dreißig Minuten.

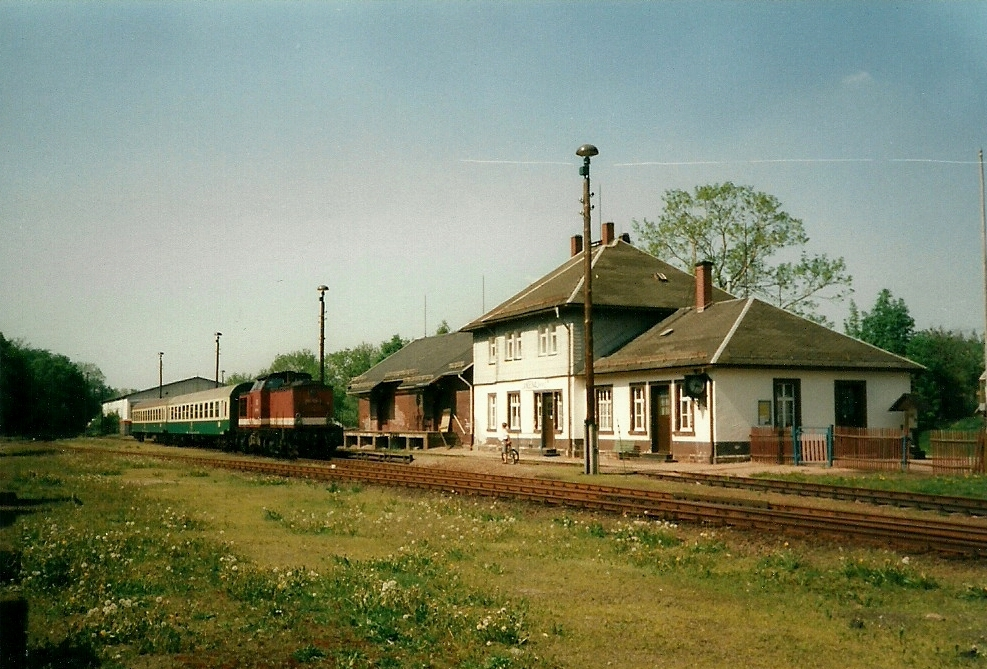
Reisezug im Bahnhof Langenau (1997)

In den 1960er Jahren wurde die Geschwindigkeit wegen Schäden an den Gerüstpfeilerbrücken bei Überfahrt auf 10 km/h beschränkt.
Ein letzter Höhepunkt in der Existenz der Strecke war die 100-Jahr-Feier zwischen dem 14. und 20. Juli 1990. Neben einer Fahrzeugausstellung in Brand-Erbisdorf verkehrten auch mehrere Sonderzüge, die mit Dampflokomotiven bespannt waren.
Die Strecke von Brand-Erbisdorf nach Langenau wurde im Personenverkehr bis 1997 betrieben, der Güterverkehr war hier schon am 31. Dezember 1994 eingestellt worden. In den letzten Jahren wurden die Güterwagen den Personenzügen beigegeben, die dann als PmG unterwegs waren. Am 1. Juni 1997 verkehrten unter reger Anteilnahme der Bevölkerung die letzten Reisezüge von Freiberg nach Langenau.
Am 19. Juni 1998 wurde die Stilllegung der Strecke durch das Eisenbahnbundesamt genehmigt. Juristisch vollzogen wurde sie am 15. August 1998.

## Streckenbeschreibung

### Verlauf

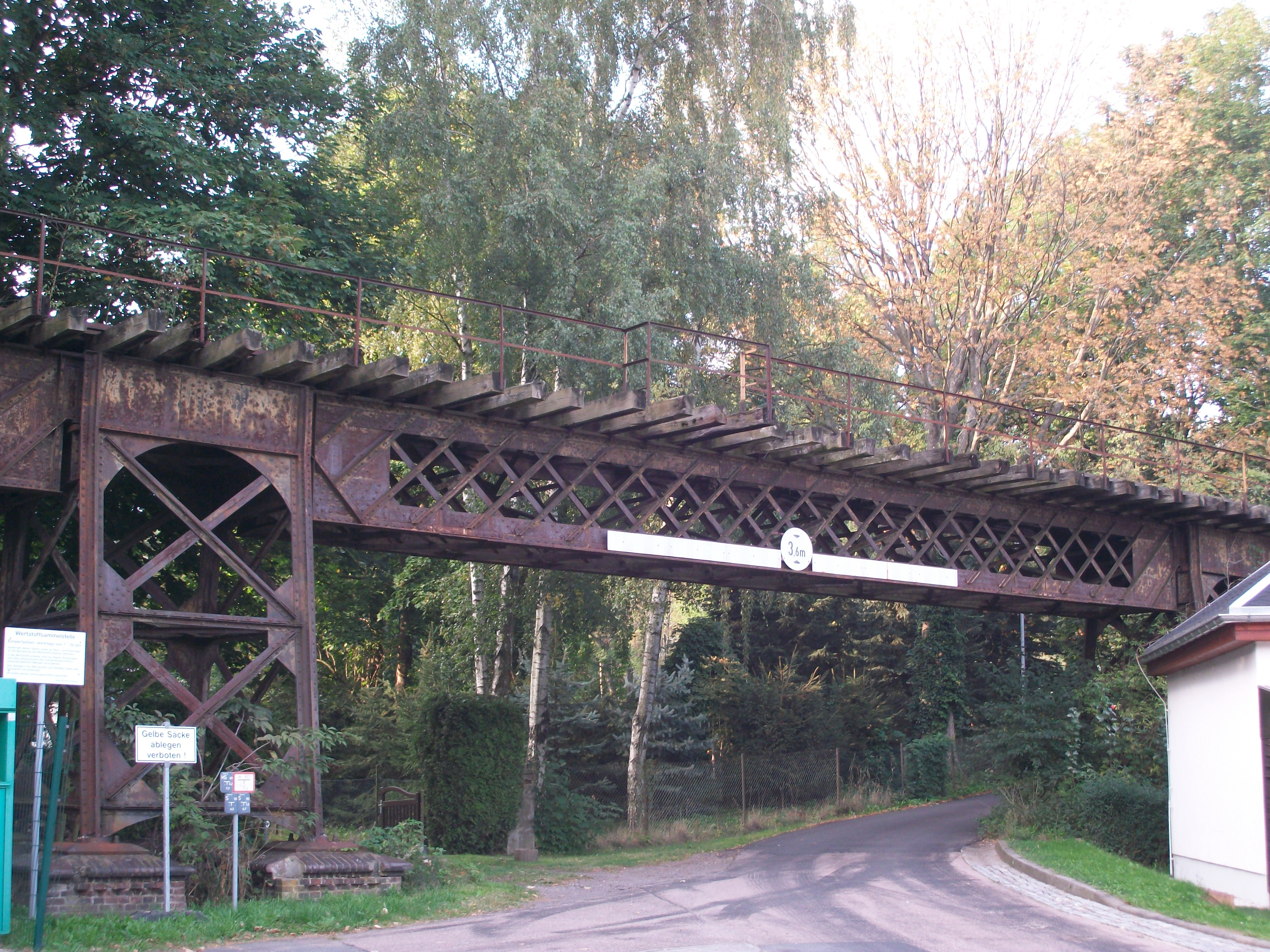
Eisenbahnviadukt in Himmelsfürst (2016)

Die Strecke beginnt im Bahnhof Brand-Erbisdorf an der Bahnstrecke Berthelsdorf–Großhartmannsdorf und führt dann in südwestlicher Richtung durch den südlichen Teil des Freiberg-Brander Bergreviers. Am Haltepunkt Himmelsfürst bestanden bis zur Einstellung des Bergbaues zwei Anschlussgleise zu Schächten der dort gelegenen Himmelsfürst Fundgrube. Bei Erbisdorf und Himmelsfürst liegen im Streckenverlauf zwei noch vorhandene Gerüstpfeilerviadukte, die Nebentäler der Großen Striegis überbrücken.

### Betriebsstellen
Brand-Erbisdorf ⊙
Der Bahnhof Brand-Erbisdorf wurde am 15. Juli 1890 in Betrieb genommen. Im Bahnhof zweigte die Bahnstrecke nach Langenau von der Bahnstrecke Berthelsdorf–Großhartmannsdorf ab. Er trug folgende Namen:
- bis 1911: Brand bei Freiberg
- bis 1912: Brand b Freiberg (Sa)
- seit 1912: Brand-Erbisdorf (1912: Vereinigung von Brand und Erbisdorf)

Seit der Einstellung des Personenverkehrs im Jahr 1998 dient der Bahnhof nur noch dem Güterverkehr. Direkt am Bahnhof beginnt die Anschlussbahn des Preß- und Schmiedewerks, des letzten noch verbliebenen Güterkunden an der Strecke.
Brand-Erbisdorf Hp ⊙

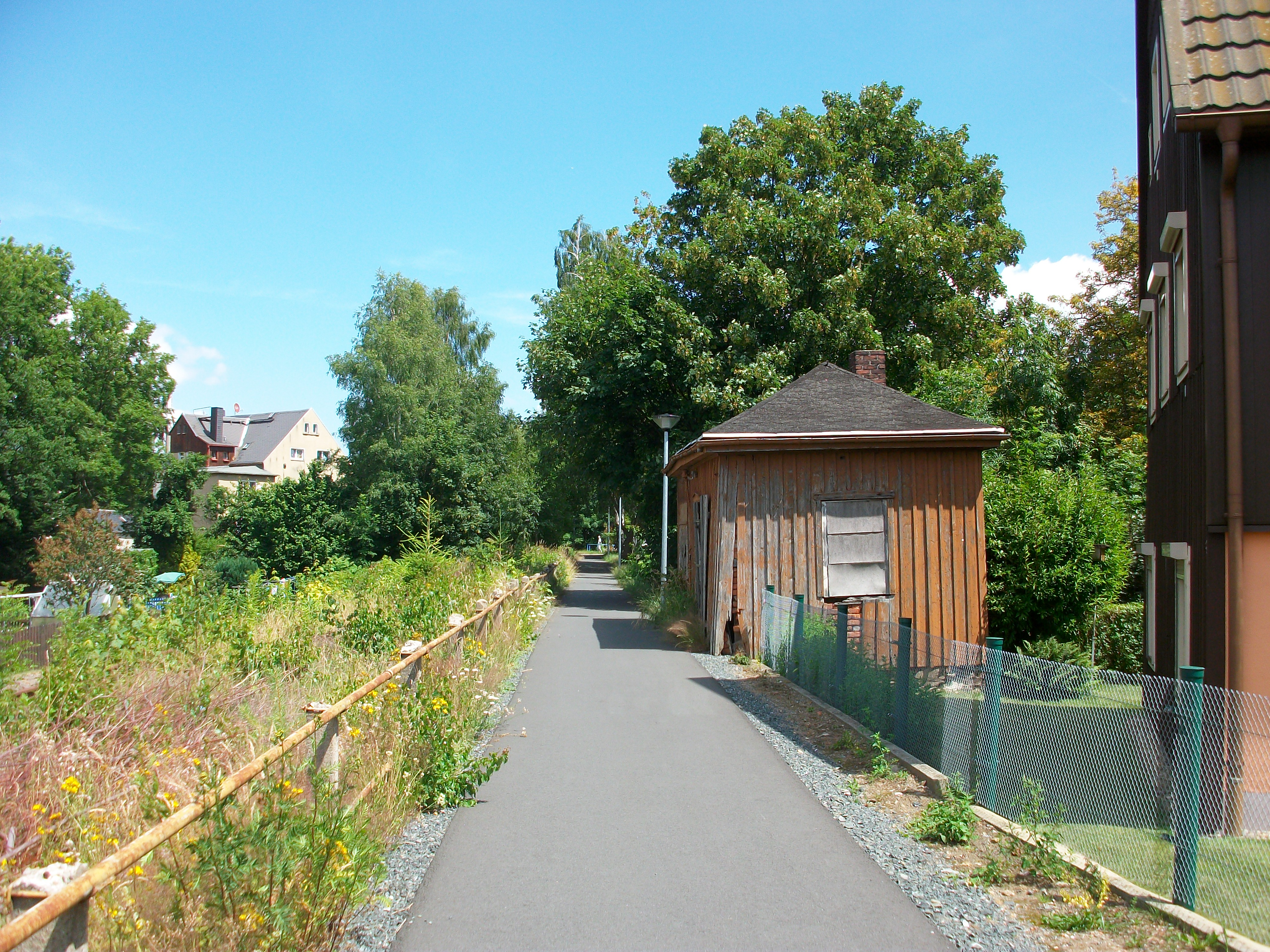
Brand-Erbisdorf Hp (2016)

Brand-Erbisdorf Hp wurde am 15. Juli 1890 als Haltestelle Erbisdorf eröffnet und 1905 zum Haltepunkt zurückgestuft. Mit der Vereinigung von Brand und Erbisdorf zu Brand-Erbisdorf erfolgte am 20. Juli 1912 die Umbenennung der Station in Brand-Erbisdorf Hp. Der Haltepunkt ging am 1. Juni 1997 außer Betrieb. Das hölzerne Wartehaus ist am Standort noch vorhanden. Während die Gleisanlagen demontiert wurden, erfolgte eine Asphaltierung des Zugangswegs.
Himmelsfürst ⊙
Die Haltestelle Himmelsfürst wurde am 15. Juli 1890 eröffnet und 1905 zum Bahnhof gewidmet. 1933 erfolgte die Herabstufung zur Haltestelle und 1964 zum Haltepunkt. Bis zur Einstellung des Bergbaues befanden sich im Bereich der Station zwei Anschlussgleise zu Schächten der dort gelegenen Himmelsfürst Fundgrube. Der Haltepunkt ging am 1. Juni 1997 außer Betrieb. Das hölzerne Wartehaus ist am Standort noch vorhanden.
Langenau (Sachs) ⊙

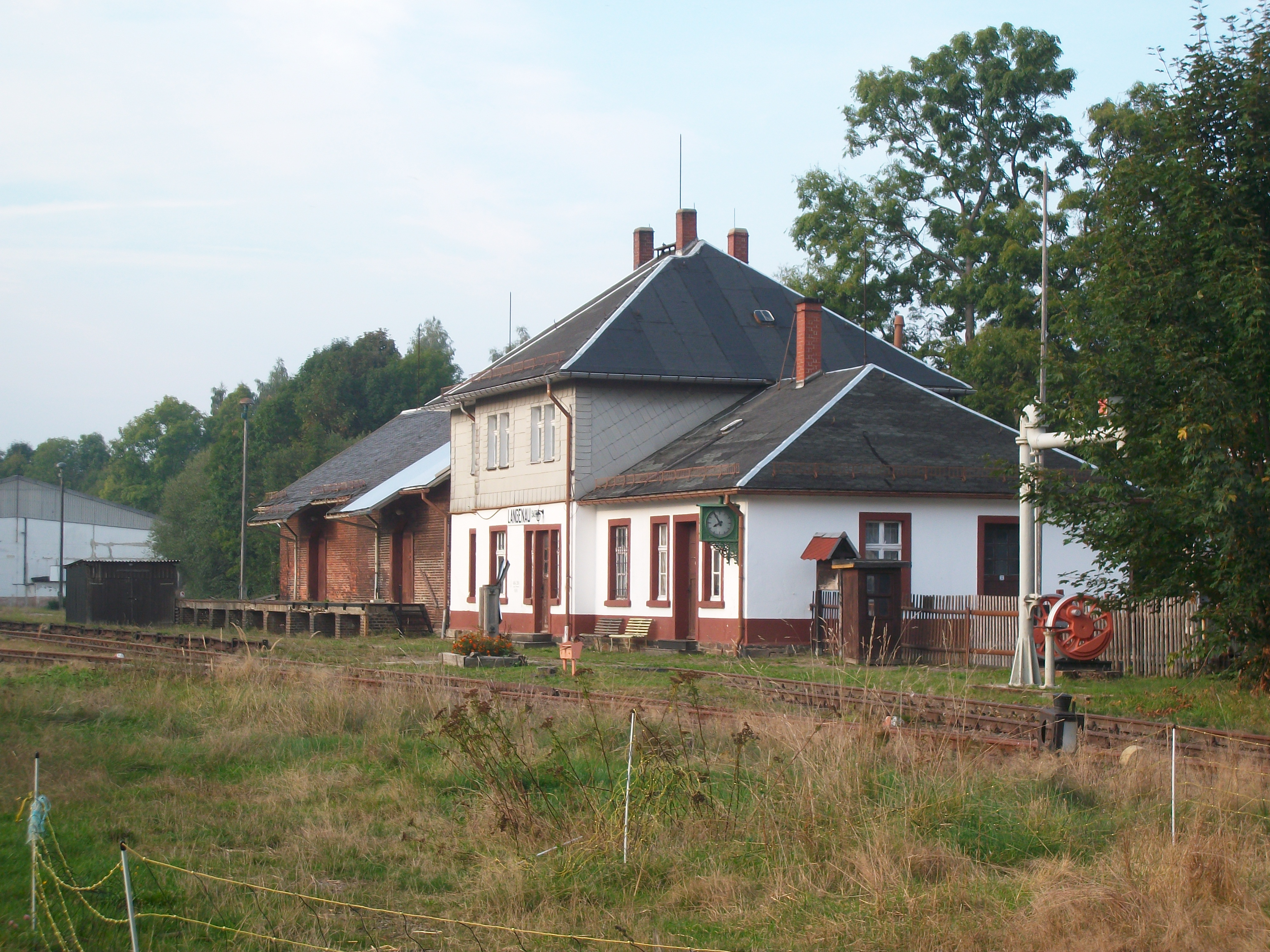
Bahnhof Langenau (2016)

Der Bahnhof Langenau (Sachs) wurde am 15. Juli 1890 als Haltestelle eröffnet und 1905 zum Bahnhof gewidmet. Da eine Weiterführung der Strecke nach Eppendorf nicht realisiert wurde, blieb Langenau Endpunkt dieses Streckenteils. Die Station trug folgende Namen:
- bis 1922: Langenau
- bis 1933: Langenau (Sa)
- seit 1933: Langenau (Sachs)

Der Bahnhof Langenau (Sachs) ging mit der Stilllegung des Streckenteils am 1. Juni 1997 außer Betrieb. Am Standort sind das Empfangsgebäude, Güterschuppen und Wirtschaftsgebäude noch vorhanden.

## Fahrzeugeinsatz
In den ersten Betriebsjahren wurde sämtlicher Verkehr mit den zweifach gekuppelten Sekundärbahnlokomotiven der Gattung VII T abgewickelt. Belegt ist die Stationierung der Lokomotive MOZART in Langenau. Später setzten die Königlich Sächsischen Staatseisenbahnen auch Lokomotiven der Gattungen IIIb und V T ein, die auf anderen Strecken entbehrlich wurden. In Regie der Deutschen Reichsbahn kamen ab Ende der zwanziger Jahre ehemals preußische T 9.3 (Baureihe 91) zum Einsatz, die in den 1960er Jahren durch die Baureihe 86 abgelöst wurden. Seit den 1970er Jahren wurde sämtlicher Verkehr mit den Diesellokomotiven der Baureihe 110 abgewickelt.